# 藤田重信
藤田 重信（ふじた しげのぶ、1957年 - ）は、日本の書体デザイナー。フォントワークス所属。

## 略歴
福岡県生まれ、筑陽学園高等学校デザイン科卒。レタリングの授業での教師のアドバイスから、高校を卒業してすぐの1975年に株式会社写研文字デザイン部門に入社。1998年にフォントワークス株式会社に入社し、筑紫書体ほか数多くの書体開発を行う。

## 主な制作書体
- 筑紫書体
  - 筑紫明朝
  - 筑紫オールド明朝
  - 筑紫Aオールド明朝 / 筑紫Bオールド明朝 / 筑紫Cオールド明朝
  - 筑紫B明朝
  - 筑紫Aヴィンテージ明L / 筑紫Aヴィンテージ明S / 筑紫Bヴィンテージ明L / 筑紫Bヴィンテージ明S / 筑紫Cヴィンテージ明L / 筑紫Cヴィンテージ明S
  - 筑紫アンティークL明朝 / 筑紫アンティークS明朝
  - 筑紫A見出ミン / 筑紫B見出ミン / 筑紫C見出ミン
  - 筑紫新聞明朝
  - 筑紫Q明朝
  - 筑紫ゴシック
  - 筑紫オールドゴシック
  - 筑紫アンティークLゴ / 筑紫アンティークSゴ
  - 筑紫AMゴシックL / 筑紫AMゴシックS
  - 筑紫A丸ゴシック / 筑紫B丸ゴシック
  - 筑紫ANA丸ゴL / 筑紫ANA丸ゴS / 筑紫ANB丸ゴL / 筑紫ANB丸ゴS / 筑紫ANC丸ゴL / 筑紫ANC丸ゴS
- テロップ明朝
- スキップ
- ハミング
- モード明朝A / モード明朝B
- モード明朝Aラージ / モード明朝Bラージ
- パール

## 著書
- 『文字のデザイン・書体のフシギ』左右社、2008年。ISBN 978-4-9035-0007-2。
- 『筑紫書体と藤田重信』PIE International、2024年。ISBN 978-4-7562-5658-4。

## 出演
- プロフェッショナル 仕事の流儀（NHK、2016年6月13日）
- 気づきの扉（テレビ朝日、2020年7月10日）